# Stanisław Grzmot-Skotnicki
Stanisław Grzmot-Skotnicki (Skotniki, 13 gennaio 1894 – Tułowice, 16 settembre 1939) è stato un generale polacco, già distintosi come ufficiale nel corso della prima guerra mondiale, e poi nella guerra sovietico-polacca. Nell'ottobre 1939 fu nominato comandante del Gruppo operativo "Czersk" che diresse in guerra dal 1 al 22 settembre. Insignito due volte dell'Ordine Virtuti militari.

## Biografia

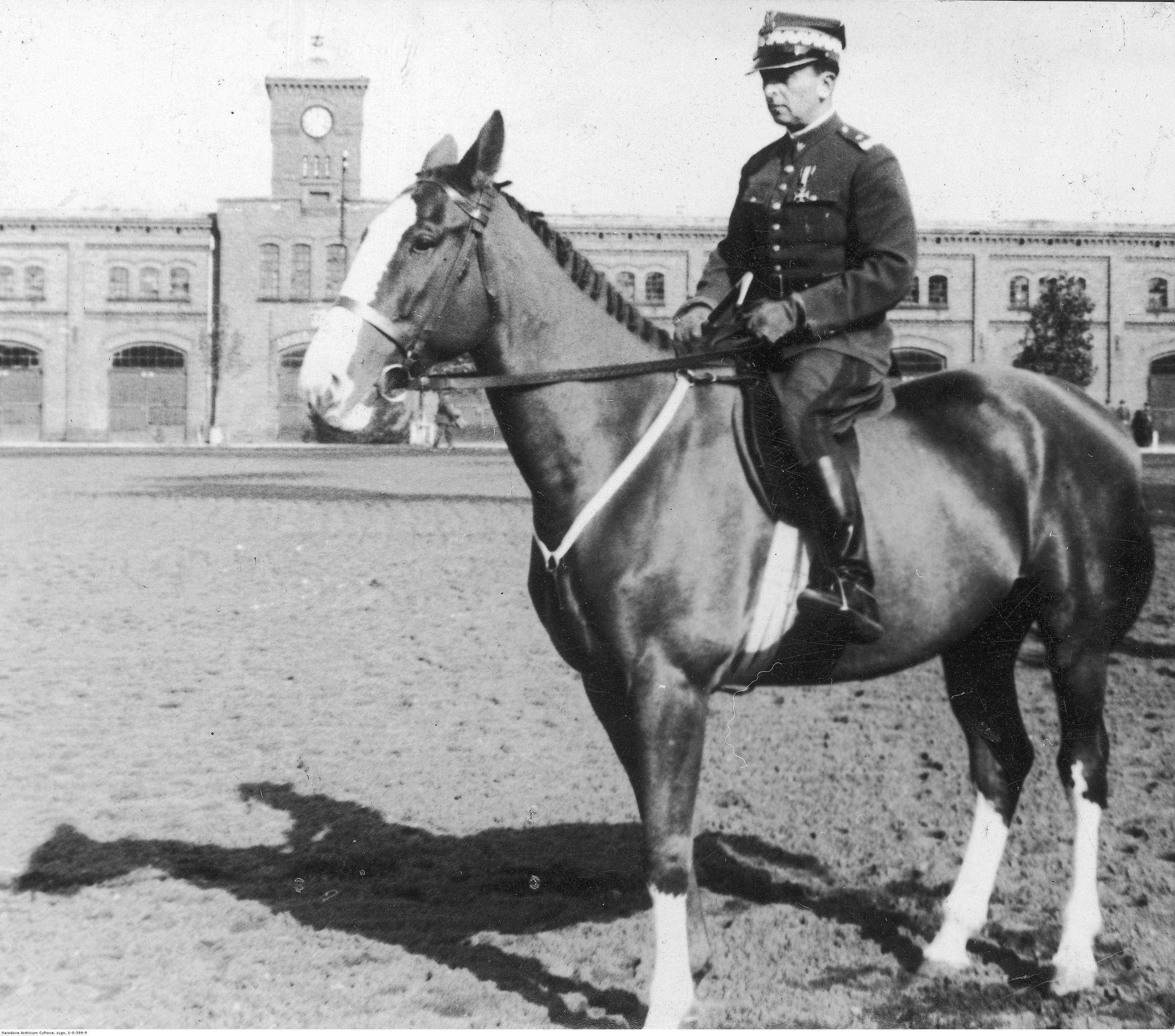
8º Campionato Equestre Polacco a Bydgoszcz - partecipante alla corsa di caccia il generale Stanisław Grzmot-Skotnicki; ottobre 1938.

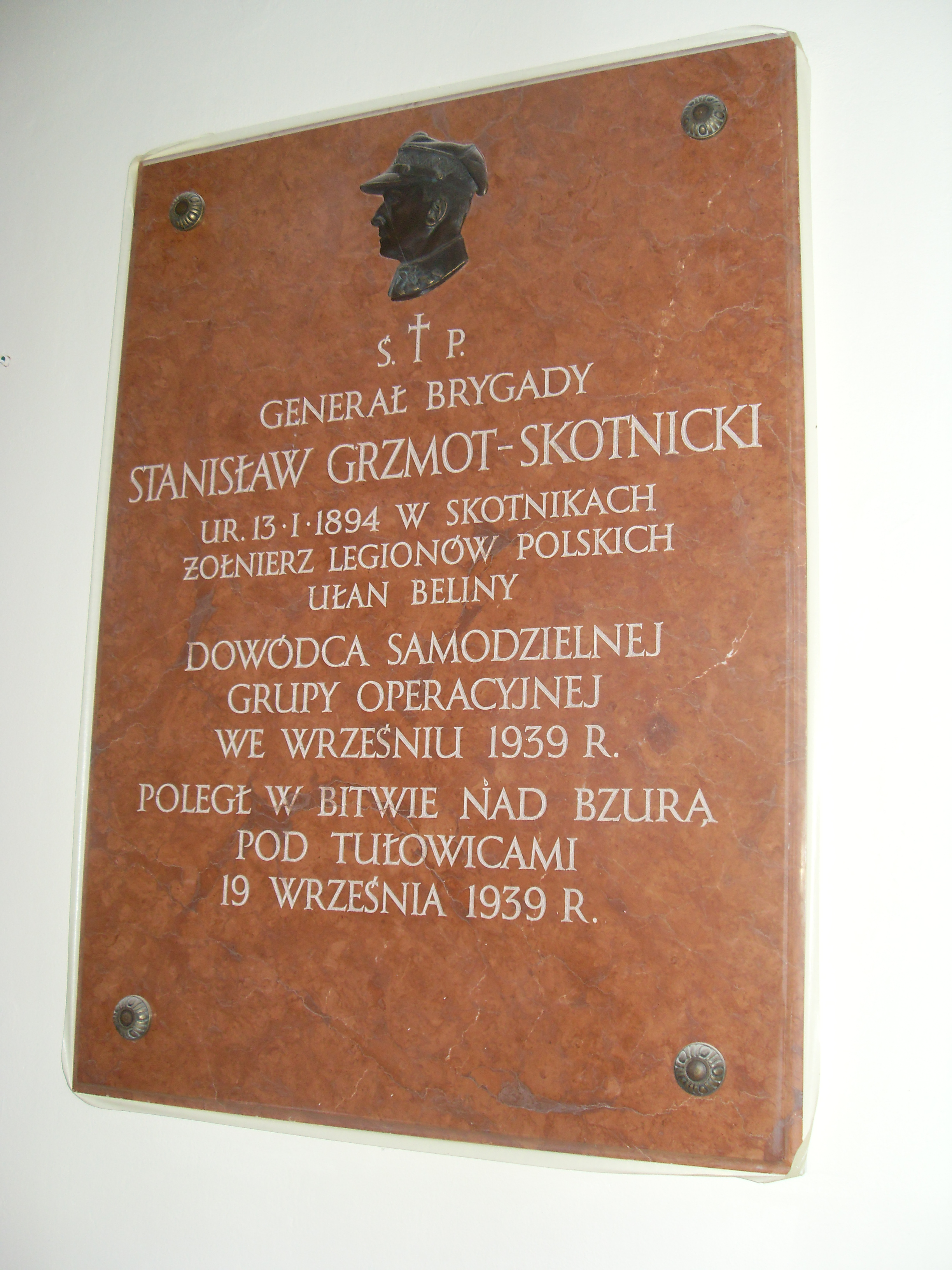
Targa in onore del generale Stanisław Grzmot-Skotnicki nella chiesa di Brochów.

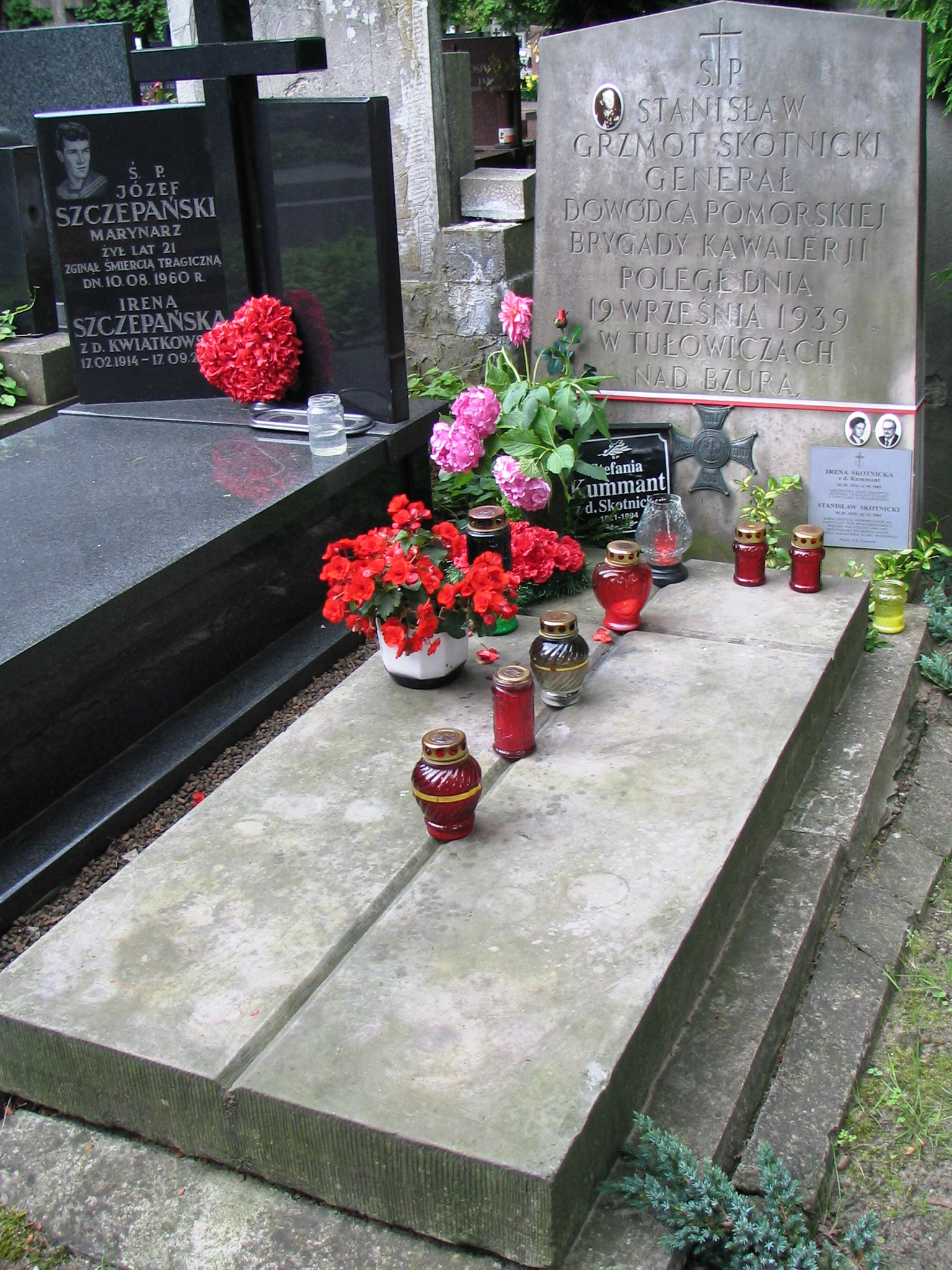
La tomba del generale Stanisław Grzmot-Skotnicki nel cimitero militare Powązki a Varsavia.

Nacque il 13 gennaio 1894, nella tenuta di famiglia di Skotniki, nell'allora distretto di Sandomierz del Governatorato di Radom, figlio di Maksymilian Bogoria (1863–1922) e Wanda Russocka (1866–1941). La sua famiglia discendeva da una famiglia di proprietari terrieri patriottici di Sandomierz, con lo stemma di Bogoria. Nel 1912 superò l'esame di maturità presso la Scuola di commercio di Radom e poi andò in Svizzera, dove iniziò gli studi presso l'Accademia di Commercio di San Gallo e si unì alla Związek Strzelecki. Nel 1913, dopo essersi diplomato alla Oficerska Szkoła Strzelecka w Stróży a Stróża, divenne comandante del ramo della Związek Strzelecki di San Gallo.
Era un membro della cosiddetto pattuglia a cavallo di Władysław Belina-Prażmowski, la cosiddetta "pattuglia dei sette", che nella notte tra il 2 e il 3 agosto attraversò per primo il confine della partizione russa a Kocmyrzów e la sera del 3 agosto ritornò a Cracovia. Il compito di questa pattuglia, inviata da Pilsudki, era quello di entrare nella Nazione della Vistola per stabilire un contatto con l'agenzia dell'Unione di lotta attiva nel Regno e di localizzare le unità militari, le guardie di frontiera e la polizia russe. Inoltre, questa pattuglia aveva lo scopo di creare confusione nelle retrovie delle truppe russe e di identificare il percorso da Cracovia a Kielce. Il 6 agosto partì con la Prima Compagnia di Quadri penetrando all'interno del Regno del Congresso. Preso parte all'avanzata su Miechów e Kielce, il 9 ottobre 1914 fu nominato sottotenente e subentrò come aiutante del colonnello Władysław Belina-Prażmowski. Quando andò in guerra adottò il soprannome di "Grzmot", che divenne poi parte integrante del suo cognome.
Prestò servizio nel 1° Reggimento ulani delle Legioni polacche, comandando un plotone e uno squadrone. Prese parte alle battaglie sul fiume Nida, nella zona di Nowy Korczyn, Szczytniki, Lublino, Kościuchnówka e Trojanówka. Insieme all'intero reggimento di Belina-Prażmowski combatte a Krzywopłoty, Wolbrom e Ulina Mała. Poi combatté a Podhale vicino a Limanowa, Nowy Sącz e nella battaglia, durata di diversi giorni, di Łowczówek. Inoltre, insieme al suo squadrone, assicurò la marcia della fanteria della Legione verso Łódź e Częstochowa. Il 5 marzo 1915 fu nominato tenentedi cavalleria. Nel febbraio e marzo del 1917 tenne lezioni di addestramento al corso per ufficiali di cavalleria a Ostrołęka. Nell'estate del 1917, dopo la crisi del giuramento, fu internato inizialmente nel campo di Szczypiorno, e dal 20 luglio dello stesso anno in Germania: Havelberg, Rastadt e Werl. Liberato il 14 ottobre 1918, ritornò nel Paese.
Nel novembre dello stesso anno, ricostruì il suo reggimento originale (in seguito il 1º Reggimento cavalleggeri di Józef Piłsudski), nel quale prese parte alla guerra polacco-ucraina. Il 17 dicembre 1918 fu accettato nell'esercito polacco con l'approvazione della sua promozione a capitano, "annunciata per ordine del maggiore generale Edward Rydz-Śmigły". 
Nel dicembre 1918 combatté a Sokol e Dołnobyk. Il 28 gennaio 1919 lui e il suo reggimento caricarono vicino a Krystynopol. Nell'autunno del 1919 fu inviato alla Scuola di equitazione per ufficiali di Varsavia e poi alla Scuola di applicazione di cavalleria a Saumur, in Francia. L'11 giugno 1920 fu al grado di maggiore di cavalleria, appartenente al gruppo degli ufficiali delle ex legioni polacche. Dal 18 agosto 1920 comandò l'8ª Brigata di cavalleria e fino aal 1 maggio 1921, temporaneamente, la 2ª Divisione di cavalleria. Il 17 settembre 1920 conseguì una vittoria sulle unità della Prima armata di cavalleria russa vicino a Klevan.
Dal 1 maggio al 1 luglio 1921 frequentò il Corso per Comandanti Superiori a Varsavia.  Il 30 giugno 1921 Józef Piłsudski lo decorò personalmente con la Croce d'argento dell'Ordine Virtuti militari. Negli anni 1921–1924 prestò servizio come capo istruttore presso la Scuola centrale di cavalleria di Grudziądz. Il 3 maggio 1922 fu promosso al grado di tenente colonnello, e il 31 marzo 1924 fu nominato colonnello.
Il 1° giugno 1924 fu trasferito, in qualità di comandante, al 15° Reggimento ulani a Poznań. Durante il colpo di Stato di Maggio 1926 lui e il suo reggimento si schierarono con il governo. Dovette scegliere tra il suo dovere di soldato, che gli imponeva di venire in aiuto del governo, e le sue convinzioni personali, perché in fondo era un sostenitore di Piłsudski. Nonostante ciò, non fu trasferito nella riserva dopo l'attacco, come molti altri ufficiali. Dopo il colpo di stato la sua carriera militare continuò senza interruzioni, e fu membro della commissione di liquidazione del generale Lucjan Żeligowski, che indagò sulle operazioni militari nel maggio 1926. 
Il 15 luglio 1927 fu nominato comandante della 9ª Brigata di cavalleria indipendente a Baranowicze.  Il 24 dicembre 1929, il presidente della Repubblica di Polonia, Ignacy Mościcki, lo promosse generale di brigata con anzianità dal 1° gennaio 1930.
Nella primavera del 1937 prese il comando della Brigata di cavalleria della Pomerania. Nel 1938, insieme all'intera Brigata, prese parte all'azione che portò all'occupazione della regione di Zaolzie, che allora apparteneva alla Cecoslovacchia. Dedicava quasi tutto il suo tempo libero alle attività sociali. Era il presidente del consiglio di amministrazione del distretto scolastico madre polacco e del club ippico del confine orientale.
Nella campagna del settembre 1939 comandò il gruppo di copertura "Czersk" e la brigata di cavalleria della Pomerania, unità in forza all'Armata "Pomorze". Nei primi giorni della seconda guerra mondiale i suoi soldati combatterono contro i tedeschi vicino a Krojanty, nella difesa di Chojnice e nella foresta di Tuchola. Nella battaglia del fiume Bzura comandò il Gruppo operativo di cavalleria che portava il suo nome.
Il 18 settembre, durante l'attacco a Stogi da dove veniva diretto il fuoco, il generale correva con i soldati quando fu ferito gravemente da un colpo da una mitragliatrice pesante tedesca al petto e all'addome. Ordinò al suo vice, il tenente colonnello Kazimierz Max, di assumere il comando e condurre la gente nella foresta.
Catturato dai tedeschi fu curato da un loro medico e trasferito in una vicina casetta forestale vicino a Tułowice (contea di Sochaczew), dove morì la mattina successiva. Sepolto nel luogo della morte, venne riesumato nel 1940 dalla popolazione locale con il consenso degli occupanti e trasferito nel cimitero di Janówek, riesumato nuovamente nel 1952 e trasferito nel cimitero militare Powązki a Varsavia (sezione A 29-6-30).